# Hans Heinrich von Twardowski
Hans Heinrich von Twardowski (5 de mayo de 1898 - 19 de noviembre de 1958) fue un actor teatral y cinematográfico alemán.

## Biografía
Nacido en Szczecin, en aquel momento perteneciente a la provincia alemana de Pomerania, y actualmente a Polonia, hizo su primera actuación en el cine en la película dirigida en 1920 por Robert Wiene El gabinete del doctor Caligari, en la cual trabajaban Conrad Veidt, Werner Krauss y Lil Dagover. En la década de 1920, en la Alemania de la República de Weimar, trabajó en más de 20 películas. En 1921 Twardowski fue Joshua Nesbitt, el hijastro de Horatio Nelson, en Lady Hamilton. Al año siguiente Twardowski actuó en Der Falsche Dimitri y Es leuchtet meine Liebe.
En 1927 trabajó en Die Weber, una historia sobre un hombre en lucha con las máquinas. Al año siguiente participó en la cinta de Fritz Lang Spione y, un año después, encarnó a Otón I de Baviera, el hermano del rey Luis II de Baviera, en Ludwig der Zweite, König von Bayern. Su primer film sonoro fue Der König von Paris, de 1930. Su última película rodada en Alemania fue la producción de 1931 Der Herzog von Reichstadt.
Twardowski, que era homosexual, huyó de Alemania en 1933 para escapar de los Nazis. Poco después actuó en el drama Scandal for Sale, protagonizado por Pat O'Brien. Ese mismo año fue Von Bergen en el drama bélico Private Jones, un príncipe en Adorable, y un abogado en The Devil's in Love.
Al año siguiente Twardowski encarnó a Ivan Shuvalov en Capricho imperial, y en 1935 fue el Conde Nicolás de Hungría en el film de Cecil B. DeMille Las cruzadas, protagonizado por Loretta Young. Tras ello pasaron dos años hasta que volvió a actuar, en esta ocasión con un pequeño papel en el film romántico Thin Ice, interpretado por Sonja Henie y Tyrone Power. Debido al tiempo dedicado a la dirección y a la actuación teatral, pasaron otros dos años antes de volver a trabajar en el cine.
En 1939 la carrera de Twardowski repuntó gracias a su actuación en dos producciones de Warner Bros. Antinazis. Fue Max Helldorf en la cinta de espías Confessions of a Nazi Spy, y más adelante trabajó en otro título del género, Espionage Agent, con Joel McCrea, y que se estrenó tres semanas después de la Invasión de Polonia de 1939.
Ya en 1939, Twardowski intervino en el muy controvertido film Antinazi Hitler - Beast of Berlin. Twardowski era Albert Stalhelm, un soldado de las SS que se desilusiona con la brutalidad del régimen Nazi.
Con el inicio de la Segunda Guerra Mundial y el consiguiente incremento de las películas bélicas, Twardowski hizo actuaciones sin créditos encarnando a Nazi. Fue soldado de asalto, capitán de U-Boot, y oficial del ejército. En 1942 actuó en siete títulos, con un papel más destacado, el del Capitán Gemmler en Dawn Express. Después hizo un papel sin créditos en The Pied Piper, con Monty Woolley, y otra interpretación en la comedia Joan of Ozark.
Twardowski fue un soldado alemán en Desperate Journey, con Errol Flynn y Ronald Reagan. Encarnó a un capitán de submarino en el film de RKO Pictures The Navy Comes Through, protagonizado por Pat O'Brien. Otro de sus pequeños papeles llegó con la comedia Once Upon a Honeymoon, junto a Cary Grant y Ginger Rogers. 
En junio de 1942 intervino en Casablanca, con el papel de un militar alemán. En 1943 trabajó en la película de Lang Los verdugos también mueren, y en la misma interpretaba al destacado jefe Nazi de las SS Reinhard Heydrich. Todos sus diálogos en el film fueron dichos en alemán. Twardowski también fue un militar alemán en la cinta de Raoul Walsh Background to Danger, en la cual trabajaban George Raft, Sydney Greenstreet y Peter Lorre, y posteriormente encarnó a un capitán Nazi en el drama bélico First Comes Courage.
Otras actuaciones de Twardowski tuvieron lugar en The Strange Death of Adolph Hitler y en The Cross of Lorraine, film interpretado por Gene Kelly, Cedric Hardwicke y Lorre. Sus dos últimas películas fueron dramas bélicos de 1944, The Hitler Gang y Resisting Enemy Interrogation.
La carrera interpretativa de Twardowski finalizó al mismo tiempo que la Segunda Guerra Mundial. Sin embargo, siguió escribiendo y dirigiendo obras teatrales. Además, fue el Delfín de Francia en producciones de la obra de Friedrich Schiller La doncella de Orleans. En los años treinta dirigió y actuó en Los hermanos Karamazov y Old Heidelberg, obras representadas en el Teatro Pasadena Playhouse. En 1939 escribió y produjo una pieza que se representó en el St. Felix Street Playhouse de Brooklyn, Shakespeare Merchant - 1939, basado en la obra teatral de Shakespeare El mercader de Venecia. Además de ello, Twardowski también actuó como cantante en diferentes musicales.
Hans Heinrich von Twardowski falleció en 1958 en su apartamento de Nueva York a causa de un infarto agudo de miocardio. Tenía 60 años de edad.

## Selección de su filmografía
- El gabinete del doctor Caligari (1920)
- Lady Hamilton (1921)
- El nuevo fantomas (1922)
- Spione
- Geschlecht in Fesseln (1928)
- Capricho imperial (1934)
- Las cruzadas (1935)
- Casablanca (1942)
- Los verdugos también mueren (1943)